# Balaton (település)
Balaton község Heves vármegyében, a Bélapátfalvai járásban.

## Fekvése
A vármegye északi határa mentén, az Ózd-Egercsehi medencében, részben hegyes vidéken, nyiroktalajú területek között fekszik.
A közvetlenül határos települések: észak felől Csernely, északkelet felől Bükkmogyorósd, délkelet felől Bükkszentmárton, dél felől Mikófalva, délnyugat felől Bekölce, nyugat felől Borsodnádasd, északnyugat felől pedig Járdánháza.

### Megközelítése
Csak közúton közelíthető meg, Borsodnádasd vagy Mikófalva-Bükkszentmárton érintésével, a 2507-es úton. A legközelebbi vasúti csatlakozási lehetőséget az Eger–Putnok-vasútvonal Bélapátfalva vasútállomása kínálja (kb. 6 kilométerre délkeletre).

## Története
A tatárjárás korában már település volt Balaton térségében. A Balaton szó feltételezhetően szláv eredetű, és a nádas mocsaras jelentésű blaton szó átvétele. A településen egy fatemplom állt, s az egyházközség hitéleti tevékenysége az egri érsekséghez és főként az 1200-as években alakult bélapátfalvi Cisztercita Apátsághoz kötődött.
A 15. század elején a serkei Lorántffy és a Temes vármegyében már 1437 előtt is birtokos Kormos család ősi, közös birtoka volt (Országos levéltár Dl. 19441, Csánky Dezső: Magyarország történeti földrajza a Hunyadiak korában, Országos levéltár Dl. 17.315.), később öröklés és házasság révén az Ormányi és a Perényi család is birtokolta egyes részeit. Kormos Fülöp vagy fia füzesi birtokát 1506-ban II. Ulászló király jóváhagyásával az augusztinus barátok egri zárdájának adományozta. Kormos Tamás, aki a királyné - Habsburg Mária (Maria von Habsburg) - diósgyőri várának volt az al-várnagya (vice castellanus), 1521-ben II. Lajos királytól új címerlevelet kapott, s ezzel a család átszármazott Borsod vármegyébe, s ott is maradt. 1552-ben a török elpusztította, felperzselte a falut, de az hamarosan újjáépült. "Kormos János a szarvaskői vár parancsnokát, egy híres, vitéz török béget, midőn az rablásairól várába visszatért, a monosbéli szorosban fiaival, unokáival és rokonaival megtámadván, azt párbajban legyőzte s fejét úgy levágta, hogy az lábaihoz hullott. E fejet aztán János, hogy meg ne rothadjon, besózta, s személyesen felvitte Bécsbe a királyhoz, honnan hazatérve, a szarvaskői törökök meglesték, s ugyanott, hol ő a béget megölte, felkonczolták, s később egyik fiát karóba húzták." (Borsod megyei levéltár 1745-1749.-i vizsgálat)
Egy1582. évi adóösszeírás szerint: „Balaton különböző nemeseké. Vas Péter bíró jelenti: Budára adóztak, és első alkalommal fejadó gyanánt 50 forint összeg fizetésében egyeztek meg. Azután Hatvanba adóztak, és a legutolsó alkalommal 100 forintot fizettek. Császár adóját, esztendőnként 16 forintot fizettek. Mást semmit sem fizettek készpénzben és nem is szolgáltak. Mézet és vajat különbségtétel nélkül 16 pintet adtak. Most Szent Mihály legközelébb elmúlt ünnepétől kezdve ismét megegyezvén, a félelem miatt újból ugyanazon iga alá hajtották magukat. A földesúrnak minden egyes jobbágy esztendőnként tartozik fizetni adó gyanánt 12 dénárt, s adni két kenyeret és két tyúkot. A borból és a vetésekből kilencedet adnak. Szolgálnak is sokféleképpen.” (Magyar Országos levéltár, Urbaria et Conscriptiones, fasc. 59. nr. 13.)
1590-ben Balaton új részbirtokosa Bolyki Tamás és örökösei, majd1596-tól hódoltsági falu, lakossága Budára, majd Hatvanba fizetett adót. A gróf galántai Esterházy Miklós nádor által elrendelt, a török által újonnan és régebben hódoltatott falvak adóinak és kárainak 1641. évi összeírása szerint: „Possessio Balaton: Balatoniensis civis Gregorius Kormos, colonus generosi domini Joannis Kusza, annorum 60. juratus, examinatus fassus est. Balatonnak elsőben summája volt másfélszáz forint, azt felverék háromszáz forintra, annak utána tizedre állánk, s azt adunk. Míg pénzt adtunk, addig nem szolgáltunk, mostan az szolgálat rettenetes rajtunk.” (B.-A.-Z. m. Lt- 501/b. II. I. 6. 1. - Acta politica)
1632-51 között az Ormányi javak nagyobb része a Szentpétery család birtoka lett. A Rákóczi-szabadságharc leverése után 1712-ben újra összehívott országgyűlés által felállított „Commissio Systematica” nevű bizottság által 1715-ben összeíratott adózók névsora: Mathias Barta, Mathias Bota, Paulus Fonagy, Andreas Bota, Martinus Vass, Joannes Bota (Magyar Nemzeti Levéltár).
Balaton birtokviszonyai 1744-ben: a Szentpétery család 1, Plathy László 3, Fáy István 1/2, Tőrös Zsigmond 2, Fodor István 13, a Kormos család 6 1/2 sessiót bír. (Borsod vármegye levélt. Sp. VII. Fase. I. No 16)
Az 1862-es birtokelkülönítés után 12 telkes gazda, 7 zsellér, 6 jobbágyos földesúr és 55 jobbágytalan kisnemes lakott a községben. 1860-ban a Kormos család tagjai a közös östől örökölt falurészre telepedtek le "hadas" elrendezésben.
1945 előtt a falu Borsod vármegye ózdi járásához tartozott.

### Az 1980-as években még szájhagyomány útján terjedő legenda
A szájhagyományban két történet élt még az 1980-as években is. Mindkettő az 1241-42-es tatárjáráshoz kötődött. Az A' variáns szerint a portyázó tatárok ezt a területet sem kerülték el, s a lakosok a fosztogatás ellen az egyik mocsárba rejtették a balatoni templom oltárereklyéit, illetve az elterjedtebb B' variáns szerint a templom harangját. 1242-re ez a környék is teljesen elnéptelenedett, s 300 évig nem is lehetett a történetéről hallani. Az 1500-as években azonban, amikor egy pásztorfiú mérgében az egyik mocsárba dobta a fokosát, egy fémtárgy megkondult a vízben. A falu nemes emberei a helyszínre siettek, és megtalálták a harangot. Hamarosan haranglábat is emeltek neki, és az öregek még az 1980-as években is úgy hitték, hogy a jelenlegi nagyharang a tatárjárás korából való. Valójában azonban – ahogy a helyi egyházközség krónikájában (Eger levéltár) olvasható – a templom harangját az 1848-49-es szabadságharc idején a falu lakossága szolidaritásból felajánlotta ágyúöntésre, majd a szabadságharc után annak pontos mását egy egri ágyúöntő készítette. Jelenleg két harang van a haranglábban, a nagyobb a 19. századból való, nem a tatárjárás korából. A 19. század előtti adatok nem igazolják a legendában foglaltakat. Kisebb településeken a harangozás a 15. századig amúgy sem volt szokás, csak a nándorfehérvári diadal (1456) után vált azzá. De annyi valóságalapja azért van a legendának, hogy Balaton térsége jó rejtekhelyet nyújtott a tatárok elől bujdosóknak. Ennek köszönhető az is, hogy a bélapátfalvi apátság fennmaradhatott román kori valóságában. A legenda szerint a környéken élők különböző tárgyakat rejtettek el a mocsárban, amelyek a település visszanépesedése után előkerültek.[forrás?]

## Közélete

### Polgármesterei
- 1990–1994: Kormos Béla (SZDSZ)[3]
- 1994–1998: Kormos Béla (független)[4]
- 1998–2002: Vass Tibor (Fidesz)[5]
- 2002–2006: Vass Tibor (független)[6]
- 2006–2010: Kormos Attila (független)[7]
- 2010–2012: Kormos Attila (független)[8]
- 2012–2014: Udzeliné Murányi Enikő (független)[9]
- 2014–2019: Udzeliné Murányi Enikő (független)[10]
- 2019–2024: Udzeliné Murányi Enikő (független)[11]
- 2024– : Udzeliné Murányi Enikő (független)[1]

A településen 2012. május 6-án időközi polgármester-választást (és képviselő-testületi választást) tartottak, az előző képviselő-testület önfeloszlatása miatt. A választáson a hivatalban lévő településvezető is elindult, de alulmaradt egyetlen kihívójával szemben.

## Népesség
A település népességének változása:
| Lakosok száma | 1076 | 1073 | 1053 | 1002 | 939  | 943  | 922  |
|               | 2013 | 2014 | 2015 | 2021 | 2022 | 2023 | 2024 |

2001-ben a település lakosságának 90%-a magyar, 10%-a cigány nemzetiségűnek vallotta magát.
A 2011-es népszámlálás során a lakosok 91,3%-a magyarnak, 7,9% cigánynak, 0,2% németnek mondta magát (8,6% nem nyilatkozott; a kettős identitások miatt a végösszeg nagyobb lehet 100%-nál). A vallási megoszlás a következő volt: római katolikus 66,8%, református 3,2%, felekezeten kívüli 13,9% (15,7% nem nyilatkozott).
2022-ben a lakosság 91,5%-a vallotta magát magyarnak, 11,5% cigánynak, 1% németnek, 0,3% románnak, 0,1-0,1% ukránnak és szerbnek, 2,7% egyéb, nem hazai nemzetiségűnek (8,4% nem nyilatkozott; a kettős identitások miatt a végösszeg nagyobb lehet 100%-nál). Vallásuk szerint 55,4% volt római katolikus, 2,7% református, 0,6% görög katolikus, 1,2% egyéb katolikus, 8,2% felekezeten kívüli (31,8% nem válaszolt).

## Nevezetességei
- Tours-i Szent Márton tiszteletére felszentelt,1775-ben épült késő barokk stílusú római katolikus templom
- Első világháborús emléktábla